# Округ Титон (Ајдахо)
Титон (енгл. Teton County) је округ у америчкој савезној држави Ајдахо.

## Демографија
По попису из 2010. године број становника је 10.170, што је 4.171 (69,5%) становника више него 2000. године.
| Група             | 2000.         | 2010.         |
| Белци             | 5.210 (86,8%) | 8.286 (81,5%) |
| Афроамериканци    | 10 (0,2%)     | 25 (0,2%)     |
| Азијати           | 11 (0,2%)     | 48 (0,5%)     |
| Хиспаноамериканци | 705 (11,8%)   | 1.721 (16,9%) |
| Укупно            | 5.999         | 10.170        |